# 大日本帝国陸軍の歴史
大日本帝国陸軍の歴史（だいにほんていこくりくぐんのれきし）。
約260年続いた江戸幕府は倒幕運動の機運が渦巻く中1867年11月9日（慶応3年10月14日）の大政奉還のあと、1868年1月3日（慶応3年12月9日）王政復古を経て天皇親政を図る新政府との間で戊辰戦争が起きた。結果、新政府側が勝利し、いわゆる明治維新のもと、西欧的近代国家にふさわしい軍備を整えようとした。

## 建軍期

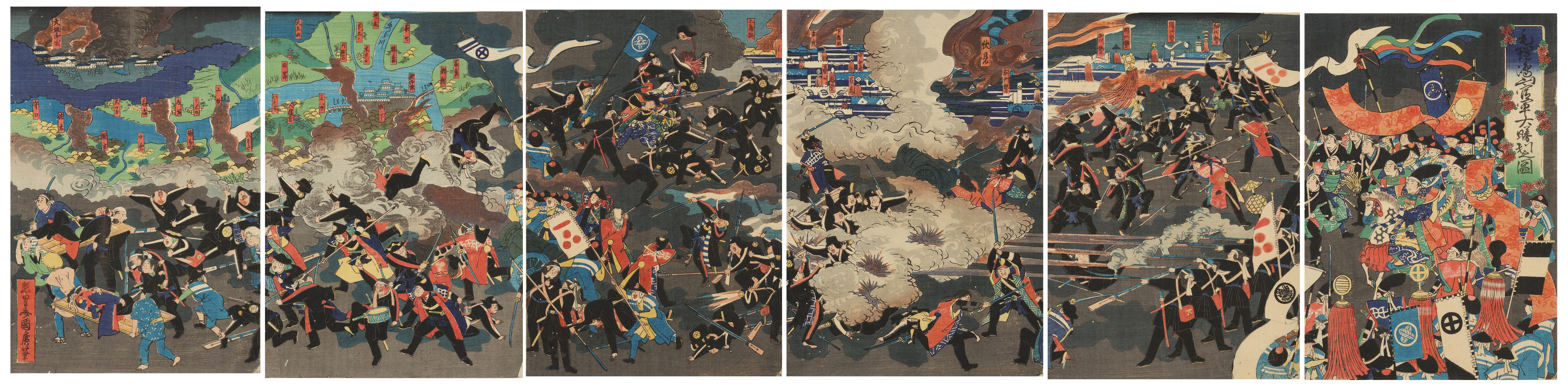
鳥羽・伏見の戦い（1868年）

大政奉還のもと新政府は天皇親政の目指して権力の基盤たる兵権の掌握を図った。しかし、統一された軍備を整えるには資金や人材そして時間が足りなかった。そのため当初は長州藩・薩摩藩などの諸藩の兵で間に合わせるしかなかった。
鳥羽・伏見の戦いに端を発する戊辰戦争は急速に拡大し新政府は直属の軍隊の編成を急ぎ、1868年（慶応4年1月17日）に軍務を担当する機関として海陸軍科を新設した。その後軍防事務局（慶応4年2月3日）、軍務官（慶応4年閏4月21日）、兵部省（明治2年7月8日）と、次々に改称・編組が行なわれた。兵部卿に小松宮彰仁親王が、兵部大輔に大村益次郎が任ぜられた。大村の在任期間は1年半と短かったが兵権確立について
- 海・陸軍省を建設すること
- 海・陸兵学寮を建築すること
- 陸軍屯所（兵営）を建築すること
- 銃砲火薬製造所を作ること
- 軍医病院を設立すること

以上5点を基本目標にし、非能率な官僚組織と野武士そのままであった藩兵を再編成することとなった。

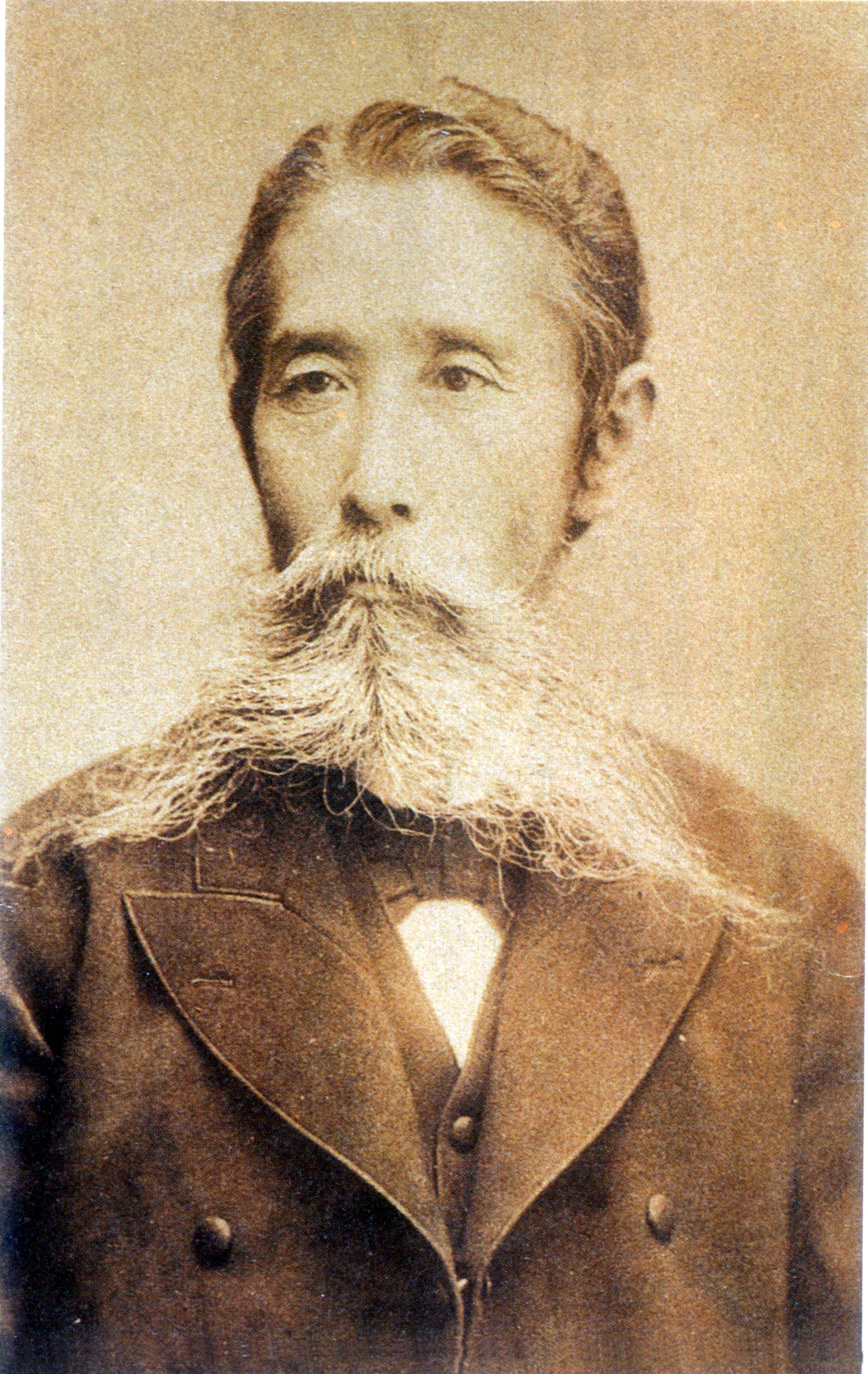
板垣退助

戊辰戦争で勝利した板垣退助は、御親兵の創設を構想して、明治2年（1869年）5月、旧幕側フランス人将校・アントアンや、旧伝習隊・沼間守一らを土佐藩・迅衝隊の軍事顧問に採用。フランス式練兵を行い、さらに国民皆兵を断行するため、明治3年（1870年）11月7日、全国に先駆けて「人民平均の理」を布告し、四民平等に国防の任に帰する事を宣した。
明治2年6月17日（新暦1869年7月25日）に版籍奉還されたが依然として各藩の勢力は侮りがたく、明治新政府はこれらに対抗し統制するために天皇直隷の軍隊を持つことを必要としていた。明治3年2月、各藩の常備定員が定められ、同年8月に欧米の軍事視察を終えた山県有朋、西郷従道らが帰国し兵部省入りした後、同10月に各藩ごとばらばらであった兵式をフランス陸軍式に統一し、改革を推し進めた。新政府は富国強兵を国策に掲げ、11月13日（新暦1871年1月3日）には徴兵規則が制定された。12月には常備兵編制法が設けられ各藩の兵制規格の統一を図った。明治4年2月13日に薩摩藩・長州藩・土佐藩の献兵約6,000名からなる御親兵が組織され、4月には東北地方に東山道鎮台（本営石巻）、九州に西海道鎮台（本営小倉）の2箇所に鎮台を置く事となった。この御親兵と鎮台の常備兵力を背景に新政府は明治4年7月14日（新暦1871年8月29日）廃藩置県を断行し8月には懸案であった各藩の士族兵を解散させ、そのうちの志願者から（これを壮兵という）東京・大阪・鎮西・東北の4か所に新設される鎮台の員数に割り当てた。その後に兵部省内に陸軍部と海軍部が設けられ、兵制が大きく変化し新体制が整えられた明治4年が近代日本陸軍の始まりである。
明治5年11月に徴兵令詔書及び徴兵告諭を布告し、明治6年1月に徴兵令を施行し兵役区分が明文化され、歩兵・騎兵・砲兵・工兵・輜重兵ごとに常備軍部隊に編入され各鎮台に入営した。同じく1月には軍制改正がなされ、6個鎮台・6個軍管にし逐次定員を充足した。明治4年冬から1872年2月16日（明治5年1月8日）にかけて兵部省より太政官に陸海軍の順序について陸軍を上とし海軍を下とすることを申し出ており、1872年2月28日（明治5年1月20日）の官等改正ではこの申し出の通りに陸軍を海軍の上に置いた。1872年4月5日（明治5年2月28日）に兵部省を陸軍省と海軍省に分離して新設され陸海軍中央機関が分立した。この時点を持って公用語呼称として海陸軍から陸海軍に改められ御親兵は近衛兵に改称し近衛局をおき、近衛都督は天皇直隷となった。
明治7年になり近衛と鎮台は歩兵大隊制から連隊制に移行し天皇から軍旗を親授された。北海道は第7軍管の管轄であったが鎮台は設けられず、かわりに屯田兵が置かれ半農半兵にして憲兵身分を持つ屯田兵は北海道の開拓と対ロシア防備の任に就いた。
急速な兵制の改革と兵力の拡大は軍幹部の不足を招き、これらの養成は急務であり各種学校も整備が進められた。慶応4年7月に京都に兵学校が、明治2年に兵学校は兵学所に改称し、横浜には語学所が置かれフランス語教育がなされ京都河東に仏式伝習所が設けられた。大阪には兵学寮がおかれ、これらの学校機関は逐次吸収し、青年学舎、幼年学舎、教導隊が組織された。明治3年11月には海軍兵学寮の改称にあわせて大阪兵学寮を陸軍兵学寮に改め、明治4年末には近畿地方にあった教育機関は逐次東京に移転した。1873年（明治6年）8月に教導隊が兵学寮から独立して下士官教育を担当する陸軍教導団に、1874年（明治7年）11月に陸軍士官学校が、1875年（明治8年）5月に陸軍幼年学校と陸軍戸山学校が設けられ、従来の兵学寮は廃止された。さらに陸軍幼年学校は1877年（明治10年）1月に廃止され、陸軍士官学校に組み入れられ陸軍士官学校幼年生徒となった。

## 諸暴動と西南戦争
戊辰戦争以降、日本各地では新政府に反対する士族や農民による暴動が頻発していた（士族反乱も参照）。これらの多くは藩兵によって鎮圧されていた。鎮台の設置以後は国内外の防衛は政府の責任となったが兵制は甚だ不十分で依然として旧藩士に頼らなければならなかった。明治2年12月1日（グレゴリオ暦1870年1月2日）、山口藩内にて大楽源太郎よる奇兵隊の取り扱いをめぐる脱隊騒動では山口藩兵と徴兵1個大隊をもって不平隊士を鎮圧し、その後の二卿事件で政府は四条隆謌少将を派遣し鹿児島・熊本・山口の徴兵部隊を率いてこれを鎮圧した。この時期の暴動としては最も悲劇的であった。1873年（明治6年）以降の血税一揆でも各地で徴兵部隊による鎮圧活動が行なわれた。
1874年（明治7年）以降は最早暴動の次元を超え、計画的・組織的に行なわれ内乱の様相を呈しつつあった。同年2月に佐賀の乱、1876年（明治9年）10月に神風連の乱、同年11月に萩の乱で鎮台の部隊が出動した。さらに1874年（明治7年）4月から10月まで台湾出兵が行なわれた。これは日本陸軍初の国外派遣となった。
明治六年政変（征韓論政変）に端を発する西郷隆盛らの下野により1877年（明治10年）2月西南戦争が勃発。有栖川宮熾仁親王を征討大総督に任じ第1・第2・第3旅団を派遣した。これが日本陸軍では初めての臨時ではあるが旅団制である。戦局の急迫に伴い、第4旅団、別働第1・別働第2・別働第3・別働第4旅団を編成し派遣、終局ごろには別働第5旅団と新撰旅団を編成し派遣した。このうち別働第3・別働第4旅団と新撰旅団の兵士は鎮台兵の不足により警視庁の警察官を急遽兵士に仕立て上げ戦場に送られたものである（警視隊）。7ヶ月間に及ぶ激戦は官軍の勝利に終わった。勝因としては最高統帥部の政略・戦略の妙、陸海軍の協調、兵站整備の諸条件の適切な運用にあった。この戦争は誕生間もない日本陸軍にまたとない戦訓を与え、問題点もあらわにした。すなわち戦闘訓練の未熟、将兵の精神教育の不徹底、指揮官の指揮能力の不十分、徴兵組織の不備、動員体制の欠陥などである。

### 初期の予算配分
西南戦争に至るまでの軍の予算は、明治4年9月（グレゴリオ暦1871年10月）に陸海軍定費が定められ、陸軍100万両、海軍50万両となった。更に陸軍には定額外25万両が配分された、これは内乱鎮圧費として計上されていた。1872年（明治5年）からは官禄月給の支払いを陸軍定額予算で賄うようになった、それまで陸軍の官禄月給は大蔵省が支払っていた。1874年（明治7年）からは宮中御用金36,000円を年々兵備に充当し軍備増強に邁進していたが、実際には毎年の余剰予算を大蔵省に返還していた。しかし、1880年（明治13年）には政府の放漫財政支出を原因とする物価高騰により陸軍費が圧迫されていた。維新開始以来、政府は軍事費を優先的に割り当てていたが、開国以来それほど時間を経過せず西欧的資本主義体制を取り入れた明治日本の経済は近代軍備を整備維持するための経済基盤が発展途上で未成熟であった。

## 対外軍備拡張期

### 西南戦争後の再編制
西南戦争後、その戦訓や自由民権運動による政変への対応から陸軍の即応性の確立と天皇親卒体制への改善が図られた。軍の作戦活動を国政から切り離し自由且つ迅速に行うことを目的とし、1878年（明治11年）にドイツ陸軍の兵制を範にとり、参謀本部と監軍本部が設置された。軍令機構は太政官政府から天皇直隷となり、陸軍の軍令と軍政の所掌機関は二元組織となった。
同じく1878年8月に竹橋事件が起き、他にも規律上の問題案件や自由民権運動の高まりとともに政治に関与する軍人の諸事件等が起きていた。軍人の規律を守らせるにあたり、兵部省は明治5年に読法を布告し他にも褒賞・処罰等の規則が定められていたが、竹橋事件後に陸軍卿山県有朋は軍人訓戒を配布し軍人道徳の確立を図ったがその内容は旧来の封建武士道における君主と武士の関係を天皇と軍人に置き換えただけであり効果的ではなかった。1879年（明治12年）に東京招魂社を靖国神社に改称の上、別格官幣社とした。この管轄は内務省・陸海軍省となり、戦死後の名誉としてあり方が確立され士気を向上させた。1881年（明治14年）1月に憲兵が陸軍兵科の一つとして設けられ、東京憲兵本部が置かれ、12月には陸軍刑法が定められた。1882年（明治15年）1月4日に天皇は軍人勅諭を下賜した。
軍人の処遇・賞罰をめぐる諸制度の整備と平行し各種軍学校の充実発展にも意欲が注がれた。1877年（明治10年）に陸軍士官学校が陸軍幼年学校と合併、1882年11月に参謀養成のため陸軍大学校を設け、1887年（明治20年）6月、陸軍士官学校官制と陸軍幼年学校官制が再制定のうえで士官候補制度が設けられ第1期生は翌年1888年（明治21年）11月に陸軍士官学校に入学した。後の1897年（明治30年）に陸軍幼年学校は再設置された。これらの学校以外にも1886年（明治19年）から1889年（明治22年）にかけて、陸軍砲兵射的学校、陸軍軍医学校、陸軍獣医学校、陸軍経理学校、陸軍乗馬学校、陸軍砲工学校等が整備された。

### フランス式からドイツ式への移行と近代兵備の進歩
1870年7月19日に発生した普仏戦争は翌年1871年5月にドイツの勝利に終わった。幕末には幕府陸軍はフランス陸軍式、紀州藩軍はプロイセン陸軍式などをバラバラに採用していたところを後の陸軍はフランス式に統一していた。しかし、陸軍大学校での教官不足は深刻で人材育成のためにドイツに駐在武官として赴任経験のある桂太郎の進言により陸軍はドイツから軍制度・用兵を学ぶこととなり、1885年（明治18年）3月にドイツ陸軍参謀少佐クレメンス・ウィルヘルム・ヤコブ・メッケルを招聘し、在職3年間を通じて陸軍の大改革に絶大な影響を及ぼした。
メッケルの厳しい指導の下で陸軍大学校の改革は漸次進められた。これと合わせ陸軍の諸政策全般も1887年ごろからドイツ陸軍式に順次転換された。1891年（明治24年）に改正された歩兵操典はドイツ陸軍操典（ドイツ本国で1888年に改正）に範をとったものになった。当時の日本陸軍は単発式小銃が主流であったが連発式小銃に対応したドイツ陸軍操典を導入しフランス陸式の守勢的主義からドイツ陸軍特有の攻勢主義・短期決戦の用兵思想を取り入れた。
戦術とともに兵器の進歩も著しく変わった。1880年（明治13年）に村田経芳少佐が発明した村田銃が採用され逐次改良の上更新された。大阪砲兵工廠でも75mm野・山砲の生産を開始した。この砲は当初クルップ社製を採用しようとしたが、日本の鉄鉱石産出量は少なくイタリア製の鋼青銅型が採用された。

### 鎮台制から師団制へ
西南戦争後も明治政府は朝鮮半島への進出の機会をうかがっていたが、1875年9月の江華島事件、1882年7月の壬午事変、1884年12月の甲申政変を経て李氏朝鮮とその背後にある清との関係は武力衝突にまで発展するほど悪化した。
1882年、陸軍は朝鮮半島めぐる時局変化の要求に従い、軍備拡充計画を立案、1884年から十ヵ年計画で進める予定でいた。つまり外征を目的とした近代軍備を整備し大幅な増強を図ろうとした。1888年（明治21年）5月12日、鎮台制は廃止となり新たに師団制が採用された。1889年1月には徴兵令の大改正も行なわれ、戦時には平時の3倍の兵員を動員・組織できるように計画を進めた。これらの改革により統帥、近代兵備、教育訓練等を充実させ外征軍としての実力を備えた。

### 中央機構改編
1885年（明治18年）12月、政府は太政官制を改め内閣制を採用した。これに伴い陸軍卿は陸軍大臣となり合わせて陸軍省の改組も行なわれた。1886年（明治19年）3月に従来の陸軍の中央軍令機構である参謀本部を陸海軍統合の中央軍令機関としての参謀本部に改められた。1893年（明治26年）に海軍軍令部が独立し平時は参謀本部と軍令部が並列して天皇に直隷されることとなる。これと同時に戦時大本営条例が制定され戦時には大本営が設けられ軍令部長は参謀総長の指揮下に入り戦争指導する体制が設けられた。
1885年5月には監軍本部が廃止され監軍部に改められたが有名無実の内に廃止された。1888年5月、前回の監軍部とは異なる監軍部が設けられた。これは天皇直隷の監軍を置いて陸軍の軍隊練成の斉一を規画することを目的とし、後の教育総監部の前身となった。この監軍の下には、将校学校監、騎兵監、工兵監、輜重兵監、が置かれた。